# Harmodio Arias Madrid
Harmodio Arias Madrid (ur. 3 lipca 1886 w Penonomé  – zm. 22 grudnia 1962) – panamski polityk i prawnik, delegat Panamy do Ligi Narodów w 1920, tymczasowy prezydent tego kraju od 3 do 16 stycznia 1931 roku oraz prezydent od 5 czerwca 1932 do 1 października 1936 roku.

## Życiorys
Absolwent London School of Economics. Jego bratem był Arnulfo Arias Madrid, również prezydent Panamy.